# Kazimierz Sikorski (geodeta)

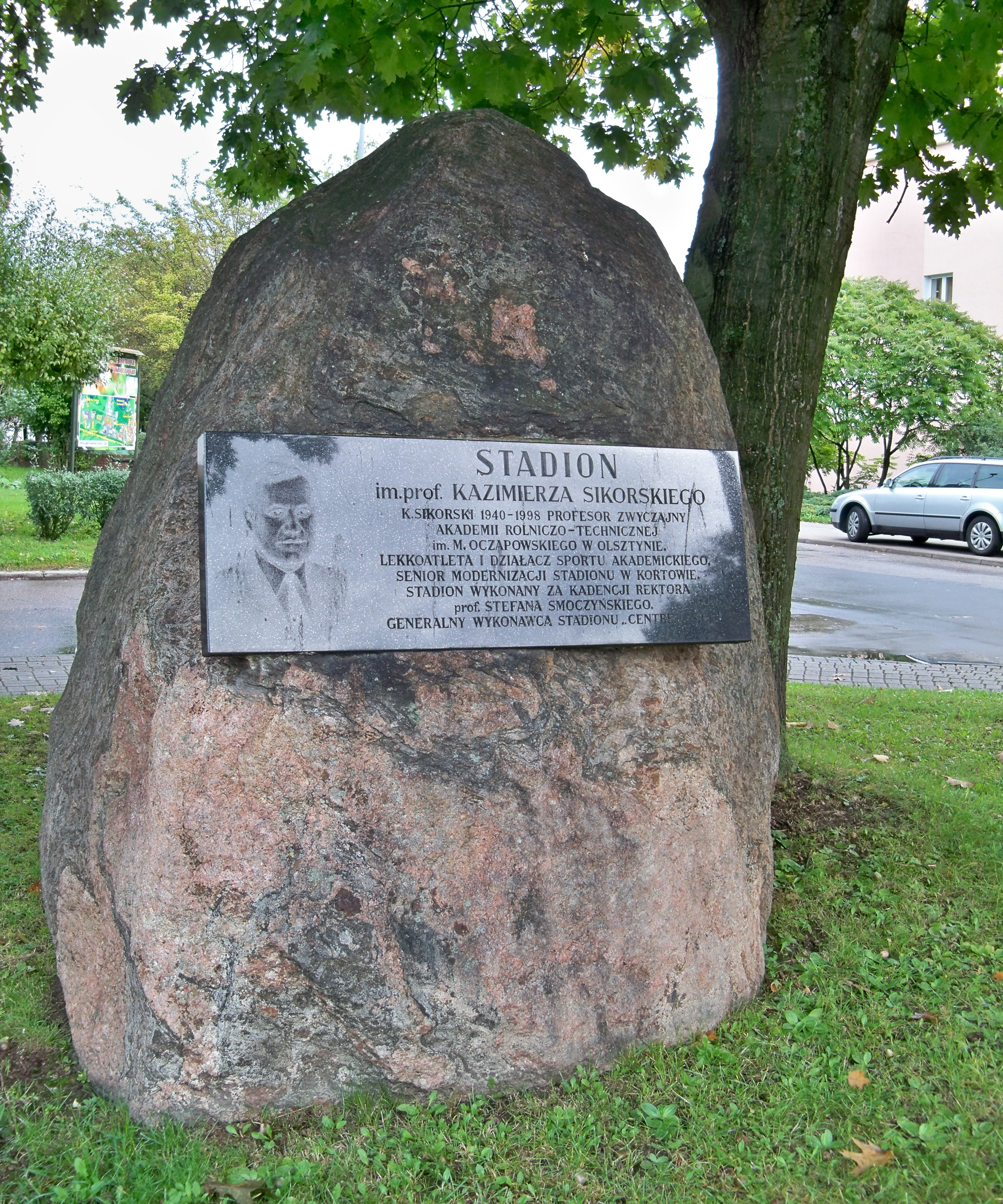
Głaz upamiętniający prof. Kazimierza Sikorskiego przy stadionie jego imienia na kampusie akademickim w olsztyńskim Kortowie

Kazimierz Sikorski (ur. 25 listopada 1940 w Radziejowie, zm. 15 września 1998) − geodeta polski, profesor Akademii Rolniczo-Technicznej w Olsztynie, działacz sportowy.
W 1965 ukończył studia w Moskiewskim Instytucie Inżynierów Urządzeń Rolnych. Po odbyciu stażu w tymże roku podjął pracę w Studium Geodezji i Urządzeń Rolnych Wyższej Szkoły Rolniczej w Olsztynie (od 1972 Akademia Rolniczo-Techniczna) w charakterze asystenta. Z uczelnią tą pozostał związany do końca życia. Na Politechnice Warszawskiej obronił w 1971 doktorat nauk technicznych, a w 1980 habilitował się. Od 1988 był profesorem nadzwyczajnym, od 1992 profesorem zwyczajnym, w latach 1981–1990 pełnił funkcję dziekana Wydziału Geodezji i Urządzeń Rolnych Akademii Rolniczo-Technicznej. Organizował i od 1995 kierował Katedrą Fotogrametrii i Teledetekcji na tym wydziale. Brał udział w pracach Komitetu Geodezji Polskiej Akademii Nauk, Komitetu Badań Kosmicznych i Satelitarnych PAN, Stowarzyszenia Geodetów Polskich, Polskiego Towarzystwa Fotogrametrii i Teledetekcji.
W pracy naukowej zajmował się teorią opracowywania wyników pomiarów geodezyjnych, fotogrametrią, teledetekcją. Rozwinął metody cyfrowego opracowywania zdjęć lotniczych i satelitarnych. Był autorem przeszło 100 prac naukowych, wypromował pięciu doktorów.
Znany był jako działacz sportowy, wiceprezes i prezes uczelnianego Akademickiego Związku Sportowego w Olsztynie. Pełnił m.in. funkcję pełnomocnika rektora ART ds. sportu, zajmując się modernizacją obiektów sportowych w olsztyńskim miasteczku akademickim Kortowie. Jego imię nadano kortowskiemu stadionowi lekkoatletycznemu.